# 밥은 먹고 다니냐?
《밥은 먹고 다니냐? - 강호동의 밥심》은 SBS Plus에서 방송하는 텔레비전 프로그램이다.

## 기획 의도
우리는 ‘밥심’으로 산다. 먹기 위해 살고, 먹기 위해 일한다. 하.지.만. 살다 보면 밥숟가락 딱! 놓고 싶은 순간이 있다. 이런 이들을 위한 기름기 쫙 뺀 순도 100% 솔직·담백 살코기 토크가 온다! ‘밥심’ 밸런스를 제대로 맞춰줄 신개념 밥심 충전 토크쇼

## 방송 시간
| 방송 채널 | 방송 기간                         | 방송 시간                  | 비고 |
| SBS Plus  |                                   |                            |      |
| --------- | --------------------------------- | -------------------------- | ---- |
| SBS Plus  | 2019년 9월 30일 ~ 2019년 12월 2일 | 월요일 밤 10시 ~ 11시 23분 |      |
| SBS Plus  | 2020년 1월 6일 ~ 2020년 8월 24일  | 월요일 밤 10시 ~ 11시 23분 |      |
| SBS Plus  | 2020년 10월 12일 ~2021년5월10일   | 월요일 밤 9시 ~ 10시 15분  |      |

## 출연자

### 시즌 2 출연자
- 강호동
- 김신영
- 남창희

## 이전 출연자

### 시즌 1 출연자
- 김수미
- 최양락
- 조재윤
- 서효림
- 신나리

### 시즌 1.5 출연자
- 김수미
- 윤정수
- 이진호
- 최희
- 전보람

## 에피소드 목록

### 2020년
| 회차 | 방송일    | 게스트       | 비고 |
| ---- | --------- | ------------ | ---- |
| 1회  | 10월 12일 | 함소원, 진화 |      |